# عقدة فايتون
عقدة فايتون هو حالة نفسية تصفها ماريس تشويسي على أنها مزيج مؤلم من الأفكار والعواطف الناجمة عن الغياب أو الفقدان أو البرودة أو السلوك المؤلم لأحد الوالدين أو كليهما، مما يؤدي إلى الإحباط والعدوان. تجادل ميشا بوبر في أن الطفولة غير السعيدة تؤدي دائمًا إلى تحفيز الهوس، مشيرة إلى ونستون تشرشل كمثال حيث كان تعاسة الطفولة نتائج إيجابية.
ابتكر لوسيل إريمونغر النظرية، التي درست عام 1970 رؤساء الوزراء البريطانيين الـ 24 الذين تقلدوا مناصبهم من 1809 إلى 1940. ووجدت أن 62% من هؤلاء الرجال فقدوا أحد الوالدين أو كليهما في سن 15، مقارنة بمتوسط وطني يبلغ 10-15% في تلك الأوقات. توسع هيو بيرينجتون في النظرية عام 1974. ووجد بيرينجتون أن الذين يعانون من مجمع فايتون هم أقل اجتماعيًا ومرونة وتسامحًا، ولكنهم بدلاً من ذلك طموحون، عبثون، حساسون، وحيدون وخجولون.
الاسم مستمد من الأسطورة اليونانية فايتون، طفل إله الشمس، الذي يطالب بقيادة عربة والده وبذلك، يسقط على الأرض ويحرق الصحراء الكبرى.

## أمثلة
نيفيل تشامبرلين، رئيس وزراء المملكة المتحدة 1937-40، بعد أن فقد والدته في سن السادسة، يقال أنه أظهر «جميع خصائص فايتون المتضررة، غير ناضجة، حساسة، بارد، سرية ومكتئبة» عندما يكون في منصبه، وفقًا لهاري ديفيس.
وصف شفيق أحمد ذو الفقار علي بوتو بأنه طفل مهمَل، لديه شعور بانعدام الأمن دفعه إلى إثبات جدارته.
في مناقشة حول عقدة فايتون، يدرج توم ماكتاج بوريس جونسون، وتيريزا ماي، وبيل كلينتون، وتوني بلير، كأمثلة على السياسيين الطموحين والمعزولين المنفصلين الذين عانوا من الحرمان من الحب في مرحلة الطفولة.